# Dal tramonto all'alba
(Seth Gecko)
Dal tramonto all'alba (From Dusk till Dawn) è un film del 1996 diretto da Robert Rodriguez, con George Clooney, Quentin Tarantino, Harvey Keitel e Juliette Lewis. È il frutto di una collaborazione tra Robert Kurtzman e Quentin Tarantino, che ai tempi de Le iene lavorarono a una sceneggiatura scritta da Tarantino ai tempi del liceo, con l'obiettivo di unire il poliziesco all'horror.

## Trama
Texas, anni novanta. Dopo una sanguinosa rapina e una rovinosa fuga, i famigerati fratelli Gecko di Kansas City, Seth e Richard, si dirigono verso la frontiera messicana con una donna in ostaggio, Gloria Hill, e una valigetta piena di soldi, per sfuggire alle autorità che li cercano senza sosta.
La vicenda ha inizio in un minimarket di liquori lungo l'autostrada del Texas, dove Richard è vittima di allucinazioni che lo portano ad uccidere il titolare del negozio, Pete Bottoms, e il ranger texano Earl McGraw. In seguito a questi delitti, i ranger texani, i poliziotti e gli agenti dell'FBI iniziano a collaborare per catturare i due prima che arrivino alla frontiera. Contemporaneamente, i fratelli Gecko trovano rifugio in un modesto motel; Richard rimane a fare da guardia a Gloria, mentre Seth va ad esplorare la situazione alla frontiera e ad organizzarsi con il loro contatto in Messico, Carlos Madrigal, un boss narcotrafficante. Al suo ritorno, Seth scopre che Richard ha stuprato e ucciso Gloria, mostrando ancora segni di deviazione mentale. Seth si altera con Richard e teme per la sua stessa incolumità. Infine riferisce che Carlos li aspetterà il mattino dopo al Titty Twister, un bar messicano per motociclisti e camionisti aperto "dal tramonto all'alba". Il problema, dunque, è giungere in Messico senza essere notati alla frontiera.
A questo punto, si incastra la vicenda della famiglia Fuller, diretta in vacanza in Messico: Jacob, un pastore in crisi di vocazione dopo aver perso sua moglie Jenny, con i suoi  figli Kate e Scott. I tre sono stanchi a causa dell'estenuante viaggio in camper e sostano allo stesso motel dove alberga la coppia di fuorilegge. Con una banale scusa, Richard e Seth irrompono nella camera della famigliola e prendono in ostaggio Jacob e Scott. Di lì a poco entra in camera Kate, per la quale Richard prova subito una fortissima attrazione. I fratelli dettano le loro condizioni e decidono di usare il camper della famiglia per giungere alla frontiera. In camper, Richard ha allucinazioni erotiche su Kate, mentre Seth instaura un rapporto di amicizia con Jacob. Giunti alla frontiera, tutto sembrerebbe filare liscio, quando ad un tratto inizia una lite tra i due fratelli, nascosti in bagno, che rischia di farli scoprire. La coppia riesce però a farla franca con un escamotage che ha per protagonista la giovane Kate e che riesce ad allontanare una zelante guardia di frontiera.
I due riescono quindi a giungere in Messico, dove in breve tempo arrivano al Titty Twister, il luogo dell'incontro, un locale pieno di camionisti, ballerine nude, musica rock e alcol. Il posto è un rifugio per motociclisti e camionisti: tra questi, il virile reduce del Vietnam Frost e l'astuto Aiden Tanner, detto Sex Machine. Ben presto, lo sfrenato spettacolo delle ballerine cessa, per dare spazio alla sensuale danza della ballerina Santanico Pandemonium. Al termine di esso, entra nel bar Chet Pussy, il buttafuori che Seth e Richard avevano picchiato prima di entrare nel locale, accompagnato da alcuni avventori. I camionisti attaccano briga con i due fratelli, che tentano di ucciderli senza pensarci due volte. Durante la sparatoria, Richard viene ferito alla mano con un coltello dal barista Razor Charlie: alla vista del sangue che sgorga dall'arto, gli avventori del locale svelano il loro vero aspetto di vampiri.
Santanico Pandemonium attacca e morde Richard, che inizialmente perde i sensi. Poco dopo, Seth uccide Santanico Pandemonium impalandola con un lampadario ed inizia, al fianco della famiglia Fuller, di Frost e Sex Machine, a far fuori i vampiri, tra cui le ballerine, Chet Pussy, Charlie, la banda che suonava all'interno del locale e infine Richard trasformato in vampiro, ucciso da suo fratello Seth affinché non vampirizzi altri innocenti. Mentre si accerta che siano tutti morti, Sex Machine viene invece morso al braccio da uno di loro. Quando tutti gli avventori sono morti, dopo un momento di shock il gruppo si rende conto che i vampiri non sono un frutto della loro immaginazione e, soprattutto, che ce ne sono altri che assediano il locale. Più tardi Sex Machine, a causa del morso, inizia a trasformarsi in vampiro. Per evitare di essere ucciso, egli maschera la cosa al gruppo, sino a quando, mentre Frost sta parlando di un episodio della guerra del Vietnam, egli non si trasforma definitivamente e attacca l'uomo, vampirizzandolo. Sex Machine morde anche Jacob e affronta Frost, che poco prima di trasformarsi in vampiro, lo butta fuori dalla finestra.
Poco dopo, dall'esterno del locale iniziano ad entrare tanti pipistrelli che di lì a poco si trasformeranno in belve assetate di sangue. Per far fronte all'incombente minaccia, Seth e i Fuller si rifugiano in un magazzino del locale dove trovano diversi oggetti da poter usare come arma appartenenti ad alcune vittime del bar: un fucile a pompa e una mazza da baseball, che Jacob posiziona "a croce", una balestra che Kate carica di stecche d'argento, una pistola ad acqua e dei preservativi che vengono riempiti da Scott con dell'acqua resa santa da Jacob e un martello pneumatico, utilizzato da Seth, sulla cui punta viene aggiunto un paletto di legno. Prima di uscire dal magazzino per affrontare i vampiri, Jacob fa giurare ai suoi figli che se si trasformerà, essi lo uccideranno, per evitare che egli li morda. Malvolentieri, i due accettano.
Il quartetto esce così dal deposito ed inizia ad uccidere i vampiri all'interno. Durante la battaglia Sex Machine affronta Seth e quest'ultimo lo decapita con la sua frusta. Sex Machine si trasforma poi in un mostruoso ed enorme cane e attacca Seth, dopodiché viene ucciso da Kate a colpi di balestra. Jacob, dopo aver eliminato Frost, si trasforma in un vampiro, morde Scott, ma viene da questi prontamente ucciso con un colpo di revolver alla testa. Infine quest'ultimo viene fatalmente morso sotto un'orda di vampiri, mentre Kate si trova costretta ad uccidere il fratello per evitare la sua trasformazione. Seth e Kate, rimasti soli e a corto di munizioni, si trovano a dover fronteggiare un esercito di vampiri. La situazione sembra disperata, quando la luce dell'alba, che filtra dalle finestre del locale, offre una via di scampo. Finalmente arriva Carlos con due suoi uomini, Manny e Danny: Seth gli grida di far sfondare il portone del locale e così la luce che entra uccide gli ultimi vampiri rimasti.
Seth, infuriato, accusa Carlos di essere in gran parte responsabile della morte di suo fratello e della famiglia di Kate. Seth chiede a Carlos uno sconto sulla percentuale per la sua protezione (alla fine concordano sul 25% in luogo del 30%). Seth consegna un po' di soldi anche a Kate, la quale gli chiede se non desideri compagnia. Seth rifiuta, Kate appare delusa, ma accetta i soldi. Il fuorilegge si dirige verso El Rey a rifarsi una vita, a bordo di una Porsche rossa. Kate, invece, si allontana con il camper del padre.
L'ultima inquadratura rivela che il locale era stato costruito sulla sommità di un'antica piramide azteca, probabilmente tana dei vampiri da secoli, quasi completamente ricoperto dalle sabbie del deserto ma visibile interamente sul retro, che si apre su un orrido trasformato in cimitero di automezzi appartenuti agli sfortunati avventori del bar.

### Versioni alternative
A causa del contenuto violento, alcune scene vennero tagliate durante il montaggio della pellicola: l'attacco dei vampiri è molto più lungo e non censurato. È qui presente anche una scena in cui Sex Machine uccide due vampiri e si scatta una foto insieme a uno di loro.
In Germania, è stata distribuita una versione VHS del film pesantemente tagliata, che manca dell'intera scena iniziale al supermarket e di alcune parti dell'attacco dei vampiri.
Negli Stati Uniti, la versione televisiva è stata ampiamente modificata rispetto all'originale: ad esempio, le ballerine nude sono state rivestite in digitale, il nome del Titty Twister è stato cambiato in Kitty Twister (modificato in digitale in tutte le inquadrature e doppiato nelle sequenze audio in cui il nome compariva), sono assenti le parti in cui vengono uccise le ballerine/vampiri e mancano quasi tutte le scene in cui Seth uccide i vampiri con il martello pneumatico modificato.

## Produzione

### Sceneggiatura

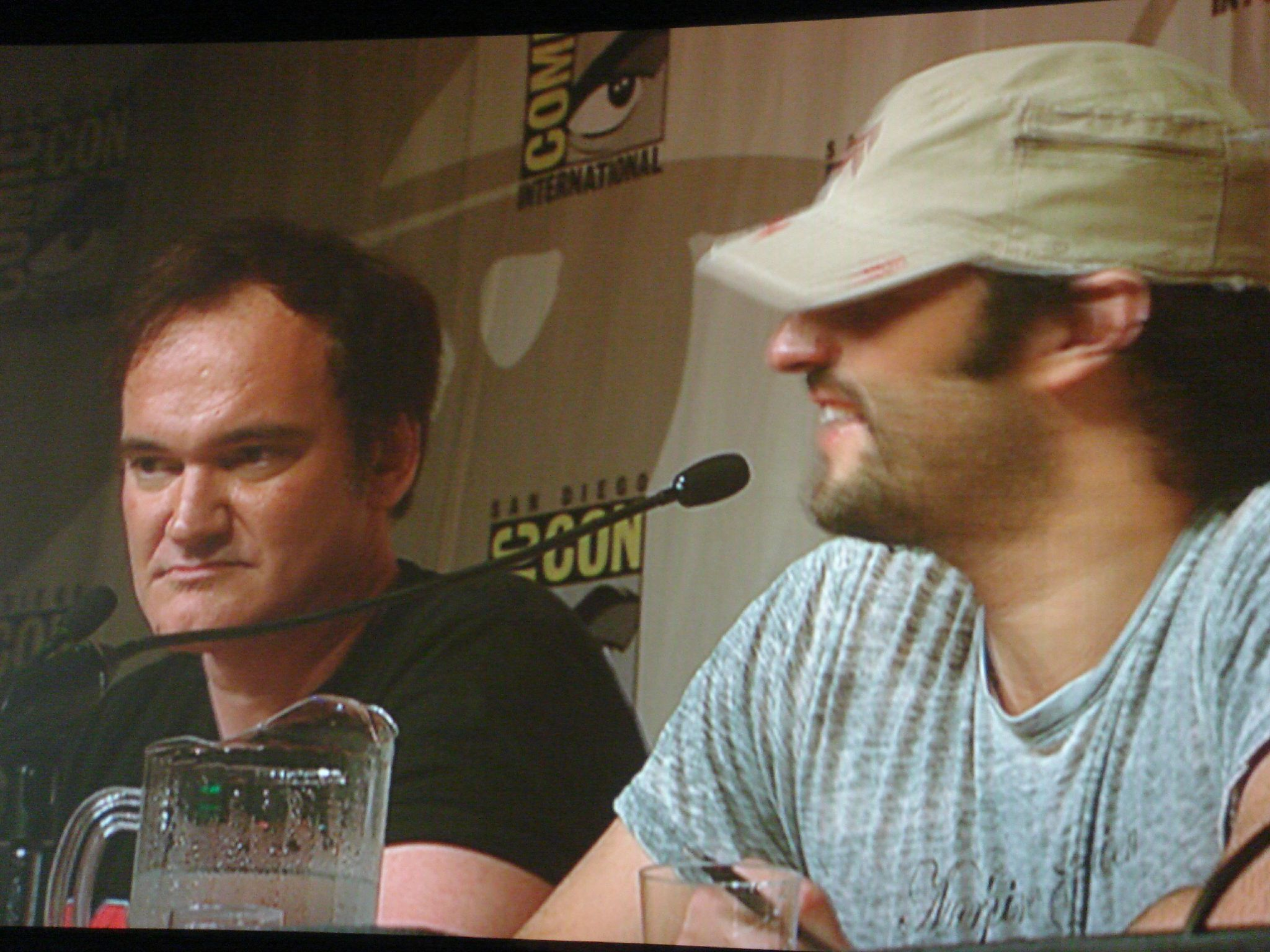
Quentin Tarantino (sceneggiatore) e Robert Rodriguez (regista)

Quentin Tarantino scrisse la sceneggiatura del film ai tempi del liceo. Egli si ispirò al finale del film Getaway!: due delinquenti si devono dirigere alla frontiera messicana per sfuggire alla polizia dopo aver compiuto una rapina. Giunto a questo punto, per evitare che la storia divenisse stereotipata, Tarantino decise di introdurre una tematica horror che ricordasse La notte dei morti viventi, Demoni e Zombi di George A. Romero, sostituendo ai morti viventi i vampiri. «Ma dato che le persone erano rinchiuse in un locale» - disse Tarantino - «decisi di applicare lo schema da Distretto 13 - Le brigate della morte, un classico di John Carpenter che adoravo!».
Nel scriverla, lo sceneggiatore ammise di aver abbandonato la formula "domande prima, risposte dopo", caratteristica dei suoi primi script (Le iene, Una vita al massimo, Pulp Fiction e Assassini nati) e decise, invece, di giocare sul duo suspense/sorpresa, caratteristico del cinema di John Ford e Alfred Hitchcock. All'inizio il film fu proposto a Michele Soavi, che però non era sicuro sulla trama, e quindi lasciò il progetto a mani più affidabili.
Dopo il successo di Pulp Fiction, Tarantino decise di prendersi una pausa dalla regia: girò il breve episodio di Four Rooms, L'uomo di Hollywood, e quindi decise di partecipare ad un progetto che l'amico Rodriguez aveva in mente di fare: un horror, del quale non conosceva ancora la trama. Tarantino decise allora di affidargli la regia della sua sceneggiatura di Dal tramonto all'alba. Rodriguez accettò volentieri di dirigere il film. Quentin Tarantino, che perfezionò la storia insieme a Robert Kurtzman, apparve anche nel ruolo di Richard Gecko.

### Cast
Il cast del film è composto da George Clooney, Harvey Keitel e Juliette Lewis. Clooney era noto per la serie televisiva E.R. - Medici in prima linea. A parte questo, il pubblico statunitense lo conosceva soltanto per qualche sporadica presenza in film per la televisione o in pellicole di scarso successo; il film di Rodriguez e Tarantino fu molto importante per "lanciarlo" come credibile protagonista di pellicole hollywoodiane.
La parte di Seth Gecko era stata offerta ad Antonio Banderas, John Travolta, Charlie Sheen, Steve Buscemi, Christopher Walken e Michael Madsen: tutti e sei rifiutarono per altri impegni cinematografici (Buscemi stava girando cinque film, Walken quattro, Banderas due, gli altri tre).
Keitel, che aveva già collaborato con Quentin Tarantino ne Le iene e Pulp Fiction dichiarò che «lavorare con Quentin era un'esperienza unica: figurarsi cosa sarebbe stato lavorare con un amico di Quentin». Keitel fu l'unico attore, a detta del critico James Berardinelli, a recitare in maniera decente nel film.
Molte persone giudicarono buona anche l'interpretazione di Juliette Lewis, già notata in altre pellicole come Assassini nati - Natural Born Killers di Oliver Stone e Cape Fear - Il promontorio della paura di Martin Scorsese. La Lewis affermò che una delle cose che più l'avevano aiutata nel girare alcune scene d'orrore, era la sua capacità di non immedesimarsi nella protagonista: riusciva a interpretarla nel modo corretto, ma mai ad immedesimarsi. Concluse che, se molte persone considerano la "non-immedesimazione" in un personaggio uno svantaggio, lei la considerava la sua fortuna.
Deleteria, nel parere di Roger Ebert fu l'interpretazione di Ernest Liu, esordiente per il grande schermo nel ruolo di Scott Fuller, forse il personaggio più debole che Tarantino abbia mai ideato. Accanto a quella di Liu si collocava la pessima interpretazione di Quentin Tarantino. Al contrario Paolo Mereghetti, pur non scrivendo entusiasticamente del film, afferma che l'interpretazione di Tarantino è in assoluto la sua migliore.
Alla grande parata di attori hollywoodiani si contrapponeva una schiera di vecchie conoscenze di Robert Rodriguez, regista della pellicola: tra queste, Salma Hayek, che aveva già lavorato al fianco di Rodriguez e Tarantino in Desperado; Tito Larriva, anch'egli presente in Desperado ed il poliedrico Danny Trejo, che qui interpreta il vampiro-barman del Titty Twister. Con loro c'era anche Cheech Marin, altro attore di origine messicana, che qui interpreta tre ruoli completamente diversi (l'agente federale alla frontiere con il Messico, Chet Pussy e Carlos Madrigal). La sua performance è stata molto apprezzata dai fan e dalla critica.
Infine, in tributo alle vecchie pellicole splatter e d'exploitation, nel film sono presenti due degli attori preferiti dal duo Tarantino-Rodriguez: l'eccentrico Tom Savini, che la coppia di registi aveva ammirato nel campo degli effetti speciali nei film degli zombi di George A. Romero, e Fred Williamson, attore che Tarantino in particolare aveva amato per le sue interpretazioni nei classici di blaxploitation degli anni settanta.
Alcune frasi vennero improvvisate: ad esempio la battuta «No grazie, ho già avuto una moglie» non era nel copione e venne improvvisata da George Clooney. Rodriguez aveva pensato di non includerla nel montaggio finale, ma dopo che la casa di produzione la inserì in uno dei trailer, egli si sentì obbligato ad aggiungerla. Svariati furono i problemi con la Hayek, che odiava i serpenti. Inoltre, non avendo un coreografo a disposizione per la scena del ballo, Rodriguez le consigliò di ascoltare la musica e danzare di conseguenza: la stessa tecnica venne usata sul set di Sin City con l'attrice Jessica Alba.

### Regia
La regia del film venne affidata a Robert Rodriguez, fraterno amico di Quentin Tarantino. Quest'ultimo era reduce dal successo di Pulp Fiction e stava lavorando ad un episodio del film Four Rooms; il suo amico Rodriguez lo contattò, dicendogli che gli sarebbe piaciuto dirigere un horror, ma non aveva ancora una sceneggiatura tra le mani. A questo punto, Tarantino decise di affidargli la regia di una sua vecchia sceneggiatura, sapendo che nessun altro regista avrebbe potuto rendere meglio la storia.
Come Tarantino, Rodriguez disse di aver cercato di applicare la struttura tipica dei romanzi di Stephen King al film: inizialmente, la tematica trattata non ha a che fare con l'horror. In questa maniera lo spettatore si immedesima nei protagonisti del film, non aspettandosi l'avvento dei vampiri, che quando sopraggiungono sono una sorpresa per il pubblico e per il protagonista stesso.
Oltre alla regia, Rodriguez curò gli effetti speciali (nonostante alcune parti del corpo mutilate vennero prese dai set di altri film della coppia Rodriguez/Tarantino) del film, dirigendo i truccatori Robert Kurtzman e Greg Nicotero, disegnò il volto e le caratteristiche fisiche dei vampiri e si applicò - insieme ai ZZ Top - a creare le musiche originali della pellicola.
Inoltre, Rodriguez si occupò di molti degli effetti sonori: per creare i versi che emette Sex Machine una volta trasformato in vampiro, il regista si ispirò ai suoni che faceva suo figlio appena nato.

## Colonna sonora
La colonna sonora del film comprende brani che spaziano dal rock'n'roll alla musica surf degli anni sessanta: tra i tanti collaboratori gli ZZ Top e Tito & Tarantula, che eseguirono dei nuovi brani esclusivamente per la pellicola e Stevie Ray Vaughan.
Occasionalmente, tra un brano ed un altro si intercalano i dialoghi estratti dal film, scritti da Quentin Tarantino. Di tanto in tanto, al fianco del rock'n roll degli ZZ Top e dei Tarantula troviamo le note blues di Jimmie Vaughan e sprazzi di musica country firmata Mavericks.
Robert Rodriguez disse che la colonna sonora del film spaziava dal rock texano alle note horror di Graeme Revell. Si compie un viaggio all'interno delle tracce, così come all'interno del film.
1. Everybody Be Cool (George Clooney)
2. Dark Night (The Blasters)
3. Mexican Blackbird (ZZ Top)
4. Texas Funeral (Jon Wayne)
5. Foolish Heart (The Mavericks)
6. Would You Do Me a Favor? (Juliette Lewis/Quentin Tarantino)
7. Dengue Woman Blues (Jimmie Vaughan)
8. Torquay (The Leftovers)
9. She's Just Killing Me (ZZ Top)
10. Chet's Speech (Cheech Marin)
11. Angry Cockroaches (Tito & Tarantula)
12. Mary Had a Little Lamb (Stevie Ray Vaughan & Double Trouble)
13. After Dark (Tito & Tarantula)
14. Willie the Wimp, and his Cadillac Coffin' (Stevie Ray Vaughan & Double Trouble)
15. Kill the Band (Tom Savini)
16. Mexican Standoff (Graeme Revell)
17. Sex Machine Attacks (Graeme Revell)

## Promozione e distribuzione

### Distribuzione
Il film uscì negli Stati Uniti il 19 gennaio 1996 e in Italia quasi un anno dopo, il 3 gennaio 1997. A causa del contenuto violento, il film venne vietato in Italia ai minori di 14 anni.

### Incassi
Il film incassò al botteghino negli Stati Uniti 25.836.616 dollari, dei quali 10.240.805 nel solo fine settimana d'apertura. La pellicola venne distribuita dalla Miramax. Vari furono i problemi con la censura: ad esempio, il sangue dei vampiri fu colorato di verde per le prime nei cinema, mentre per l'home video venne ripristinata la versione Uncut.

### Merchandising
Nel 1996, la sceneggiatura del film venne redatta da Robert Kurtzman in forma di romanzo, pubblicato dalla Miramax stessa. Il 3 ottobre 2000 la Dimension Films mise sul mercato la "Collector's Edition" del film, che includeva tra i tanti contenuti speciali anche il documentario Full Tilt Boogie di Sarah Kelly, un "making of" del film, del quale non esiste una versione italiana. Sempre il 3 ottobre 2000 uscì un cofanetto DVD che includeva Dal tramonto all'alba e i due capitoli successivi: Texas, sangue e denaro e La figlia del boia.

## Accoglienza
- Su l'aggregatore Rotten Tomatoes il film ha ricevuto una valutazione dalla critica specializzata del 62% e un'accoglienza favorevole del 76% da oltre 250.000 utenti.[14]
- Su l'aggregatore Metacritic, ha ricevuto una valutazione mista dalla critica specializzata di 48% e un'accoglienza favorevole di 8.5/10 da oltre 450 utenti.[15]

«Un film chiassoso, esagerato, anche divertente ma certamente niente di più di un lavoro discreto» per la maggior parte dei giudizi. James Berardinelli, invece, lo bollò con l'espressione «molto divertimento, poca arte».
La critica acclamò Rodriguez, regista che confermava grandi doti tecniche, ma si interrogò su cosa ne potesse essere di questo grande talento di Tarantino, che rischiava di incagliarsi su generi che potevano esaltarne la verve, ma che evidenziavano un'esilità contenutistica difficilmente accostabile alla definizione di "grande cineasta" che, dopo solo due lungometraggi da regista, in moltissimi gli avevano attribuito con convinzione.
Ma Tarantino non sembra tenere conto delle altrui aspettative nei suoi confronti. Non fa quello che gli altri si aspetterebbero da lui e questo può senz'altro essere un pregio. Il successo gli ha dato la possibilità di dare corpo ad alcune idee giovanili che forse altri al posto suo avrebbero tenuto nel cassetto e che invece egli si "diverte" a portare sullo schermo, coinvolgendo i suoi amici e, in definitiva, divertendo il pubblico, soprattutto quello più giovane.
Il clima di tensione di un primo tempo da buon thriller con dialoghi bizzarri e ammazzamenti brillanti, in perfetto "stile Pulp Fiction", si scioglie in un crescendo sfrenato horror-splatter che ha un effetto molto coinvolgente sul pubblico. Tutto sorprende, niente è preso sul serio, più la si spara grossa e più vien voglia di guardare e vedere come va a finire. A conti fatti, il meccanismo funziona e il B-movie, deliberatamente concepito come tale, è perfettamente riuscito e poco importa che, ad esempio, lo stesso Tarantino sia un pessimo interprete, che certe trovate siano più che grottesche, a tratti scontate, o che i personaggi siano piatti, come in una sorta di grande fumetto, specie se tutto questo è il frutto di una scelta stilistica perfettamente consapevole.

## Riconoscimenti
- 1996 – Saturn Award
  - Miglior film horror
  - Miglior attore a George Clooney
  - Candidatura per il miglior attore non protagonista a Harvey Keitel
  - Candidatura per il miglior attore non protagonista a Quentin Tarantino
  - Candidatura per la miglior attrice non protagonista a Juliette Lewis
  - Candidatura per la miglior regia a Robert Rodriguez
  - Candidatura per la migliore sceneggiatura a Quentin Tarantino
  - Candidatura per il miglior trucco alla K.N.B. EFX Group Inc.
- 1996 - Imagine Film Festival
  - Silver Scream Award a Robert Rodriguez
- 1997 - Fangoria Chiansaw Award
  - Miglior attore a George Clooney
  - Miglior trucco alla K.N.B. EFX Group Inc.
  - Candidatura come miglior film ad ampio rilascio
  - Candidatura per il miglior attore non protagonista a Tom Savini
  - Candidatura per la migliore sceneggiatura a Quentin Tarantino
  - Candidatura per la miglior musica a Greame Revell
- 1997 - International Horror Guide Award
  - Candidatura come miglior film
- 1996 – MTV Movie Awards
  - Miglior performance rivelazione a George Clooney
- 1997 - Razzie Awards
  - Candidatura per il peggior attore non protagonista a Quentin Tarantino
- 1997 - Stinkers Bad Movie Awards
  - Candidatura per il peggior attore non protagonista a Quentin Tarantino
- 2014 - Texas Film Hall of Fame
  - Film Award a Robert Rodriguez, Greg Nicotero, Tom Savini, Danny Trejo e Fred Williamson

## Trilogia
Visto il successo della prima pellicola, Quentin Tarantino, Robert Rodriguez e Lawrence Bender pianificarono e produssero altri due film, una trilogia:
- Dal tramonto all'alba 2 - Texas, sangue e denaro (1999), sequel, diretto da Scott Spiegel.
- Dal tramonto all'alba 3 - La figlia del boia (2000), prequel, diretta da P.J. Pesce.

Entrambi i lungometraggi non raggiunsero il successo del primo capitolo.

## Serie
Una serie televisiva intitolata Dal tramonto all'alba - La serie (From Dusk till Dawn: The Series), creata e diretta da Robert Rodriguez, va in onda da marzo 2014. La serie ha come protagonisti D. J. Cotrona nei panni di Seth Gecko e Zane Holtz nei panni di Richard "Richie" Gecko.
Nel 2001 inoltre è uscito il videogioco omonimo per Microsoft Windows, dove la trama fa riferimento alle fasi finali del film, con protagonista Seth Gecko. Il gioco ha avuto valutazioni mediocri dalla critica, con un punteggio di 58/100 su Metacritic.